# Hedwigidium rhabdocarpum
Hedwigidium rhabdocarpum là một loài Rêu trong họ Hedwigiaceae. Loài này được (Hampe) A. Jaeger mô tả khoa học đầu tiên năm 1880.